# Ilnyzja
Ilnyzja (ukrainisch Ільниця; russisch Ильница/Ilniza, slowakisch Ilnice oder älter Ilnica, ungarisch Ilonca) ist ein Ort in der Oblast Transkarpatien in der westlichen Ukraine.
Der Ort wurde 1450 zum ersten Mal schriftlich als Ilonca erwähnt, er gehörte bis 1919 der Ort zum Kaiserreich Österreich-Ungarn beziehungsweise dessen Entität Ungarn, danach als Teil der Karpato-Ukraine zur Tschechoslowakei. Mit der Annektierung kam er 1939–1945 wieder zu Ungarn, ab 1946 ist der Ort ein Teil der Ukrainischen Sozialistischen Sowjetrepublik beziehungsweise seit 1991 Teil der Ukraine.
Zwischen 1971 und 1994 hatte der Ort den Status einer Siedlung städtischen Typs, dieser wurde jedoch am 29. November 1994 wieder aberkannt.
Am 12. Juni 2020 wurde das Dorf ein Teil neu gegründeten Stadtgemeinde Irschawa im Rajon Chust; bis dahin bildete es die Landratsgemeinde Ilnyzja (Ільницька сільська рада/Ilnyzka silska rada) im Rajon Irschawa.
Die Streusiedlung am Fuße der Karpaten hat eine Kirche aus dem Jahre 1797, durch den Ort fließt der Bach Ilnytschka (Ільничка).